# معايير المصطلحات الشائعة للأحداث الضارة
معايير المصطلحات الشائعة للأحداث الضارة (اختصارًا CTCAE)، الذي كان يُعرف سابقًا بمعايير السمية الشائعة (CTC أو NCI-CTC )، هي مجموعة من المعايير المستخدمة لتصنيف موحد للأحداث السلبية للأدوية والعلاج المستخدم في علاج مرض السرطان. نظام معايير المصطلحات الشائعة للأحداث الضارة هو أحد منتجات المعهد الوطني للسرطان (NCI) في الولايات المتحدة الأمريكية.

## التاريخ
كانت النسخة الأول قبل عام 1998. في عام 1999، أصدرت إدارة الغذاء والدواء النسخة الثانية (2.0). أُصدرت معايير المصطلحات الشائعة للأحداث الضارة النسخة الرابعة (4.0) في عام 2009 مع تحديث لاحق إلى النسخة 4.03 في عام 2010. النسخة الحالية، وهي الخامسة (5.0)، أُصدرت في 27 نوفمبر 2017. اليوم، تعتمد عديد التجارب السريرية، التي امتدت مجالاتها الآن لتتجاوز علم الأورام، على نظام معايير المصطلحات الشائعة للأحداث الضارة تشفير ملاحظاتها.

## التصنيفات
يستخدم هذا النظام مجموعة من التصنيفات الدرجات تتراوح بين 1 و5. قد تحتوي الحالات والأعراض المحددة على قيم أو تعليقات وصفية لكل مستوى، لكن الإرشادات العامة هي كالتالي:
1. خفيف
2. معتدل
3. شديد
4. مهددة للحياة
5. الموت

الدرجة الأولى : تُعرَّف على أنها خفيفة، وأعراضها غير ملحوظة تقريبًا. تقتصر على الملاحظات السريرية أو التشخيصية فقط؛ ولا تتطلب تدخلًا علاجيًا.
الدرجة الثانية : معتدلة؛ قد تكون هناك حاجة إلى تدخل بسيط، محلي أو غير جراحي.
الدرجة الثالثة : أعراض شديدة أو خطيرة طبيًا ولكنها لا تهدد الحياة ولكنها قد تكون معوقة أو تحد من الرعاية الذاتية في الأنشطة اليومية.
الدرجة الرابعة: عواقب مهددة للحياة؛ تتطلب تدخلًا عاجلًا أو طارئًا.
الدرجة الخامسة: الوفاة الناتجة عن الحدث الضار أو بسببه.